# 고희선
고희선(한국 한자: 高羲善, 1949년 9월 21일~2013년 8월 25일)은 대한민국의 기업인, 정치인이다. 제17·19대 국회의원이다. 본관은 제주(濟州), 호는 경산(耕山)이다.

## 생애
1949년 경기도에서 농부의 아들로 태어났다. 이후 농사 일을 하다가 농우바이오를 창업해 대표이사 회장이 되었다. 제17·19대 국회의원을 역임했다. 2013년 사망했다.

## 경력
- 1968년 5월 ~ 1981년 10월 흥농종묘 경기총판
- 1971년 1월 ~ 1999년 12월 한국종자협회 부회장
- 1981년 10월 ~ 1990년 6월 농우종묘사
- 1990년 6월 농우바이오 대표이사 회장
- 1998년 12월 ~ 1999년 12월 경기도새마을회 회장
- 2000년 농우바이오 회장, 농우아메리카 회장, 코리아나시드 인도네시아 회장, 북경세농종묘 회장, 판퍼시픽시드 회장

## 의정 및 정당 활동
- 2007년 4월 재보궐 선거에서 경기도 화성시 국회의원 당선(17대 한나라당 국회의원(경기 화성시)
- 2012년 5월 ~ 2013년 8월 19대 새누리당 국회의원(경기 화성시 갑)
- 17대 국회 환경노동위원회 의원
- 19대 국회 행정안전위원회 전반기 새누리당 간사
- 새누리당 경기도당 위원장
- 새누리당 경기 화성시 갑 당협위원회 당협위원장

## 사후
그의 외아들 고준호가 보궐선거 출마를 추진했으나 공천을 받지 못하고 정치에는 더이상 참여하지 않았다.
농우바이오는 상속세 부담으로 농협에 매각되었다. 그의 막내이자 외아들 고준호는 나머지 계열사를 모아 고희선그룹을 창립하였다.

## 역대 선거 결과
|  | 57.03% |

|  | 41.77% |